# Jardim Ingá
O Jardim Ingá é um bairro localizado no distrito do Campo Limpo, zona sul da cidade de São Paulo.